# Mireille Chrisostome
Mireille Chrisostome, née le 26 février 1924 à Saint-Brieuc et morte exécutée le 14 juillet 1944, est une résistante française.

## Biographie
Elle est allée à l’école, puis au collège Marcellin Berthelot où elle a poursuivi ses études jusqu’à l’obtention du brevet élémentaire qui lui a permis d’être employée aux Eaux et Forêts. Entrée dans la résistance aux côtés de Jean Devienne « François », elle a été, sous le nom de « Jacotte » un des agents de liaison du Front national de résistance dont Jean Devienne était le responsable pour le département des Côtes-du-Nord.
Mireille Chrisostome est arrêtée le 11 juillet 1944, lors de la grande rafle de Saint-Nicolas-du-Pélem. Elle est incarcérée à Uzel, torturée par la milice et exécutée le 14 juillet dans les bois de L'Hermitage Lorge, à la Butte Rouge.
D'elle, dépendait le réseau de Bretagne dont faisait partie Alain Poher qui, plus tard, deviendra président du sénat. Ce réseau n’a pas été inquiété dans les jours qui suivirent l'arrestation de Mireille ; elle est donc morte sans avoir parlé.
Mireille Chrisostome est inhumée au cimetière Saint-Michel de Saint-Brieuc aux côtés de sa sœur aînée Simone (1920–1931), de son père Charles (1873–1960) et de sa mère Joséphine née Bourhis (1888–1977).

## Hommages

### Distinctions
Mireille Chrisostome est récipiendaire, à titre posthume, des décorations suivantes :
- Chevalier de la Légion d'honneur
- Croix de guerre 1939–1945
- Médaille de la Résistance française (29 novembre 1955)[1]

### Autres hommages
Des rues portent son nom à Saint-Brieuc, à Plérin, à Ploufragan, à Loudéac.
L'école de Laniscat dans les Côtes-d'Armor porte également son nom.